# Coleman, Texas
Coleman là một thành phố thuộc quận Coleman, tiểu bang Texas, Hoa Kỳ. Năm 2010, dân số của xã này là 4709 người.

## Dân số
- Dân số năm 2000: 5127 người.
- Dân số năm 2010: 4709 người.